# Lateinische Union

Mitgliedsstaaten der Lateinischen Union

Die Lateinische Union ist eine internationale Organisation verschiedener Staaten, in denen romanische Sprachen gesprochen werden. Ihr Ziel ist es, das allgemeine Erbe und die unterschiedlichen romanischen Sprachen in der ganzen romanischen Welt zu fördern und zu erhalten. Die Tätigkeit der Lateinischen Union ist seit 2012 bis auf Weiteres ausgesetzt.

## Geschichte
Die Lateinische Union wurde 1954 in Madrid (Spanien) in Form eines konstituierenden Abkommens gegründet. Als funktionierende Institution existiert sie seit 1983. Der Sitz der Lateinischen Union befindet sich in Paris (Frankreich).
Seit der Gründung dieser internationalen Organisation ist die Zahl der Mitgliedstaaten von 12 auf 36 gestiegen.
In einer außerordentlichen Sitzung des Kongresses der Lateinischen Union am 26. Januar 2012 wurde beschlossen, das Generalsekretariat der Organisation zum 31. Juli 2012 komplett zu schließen und das Personal zu entlassen. Ursache dafür ist die miserable Finanzlage der Organisation, verursacht durch ausstehende Mitgliedsbeiträge. Die Tätigkeit der Organisation ist bis auf Weiteres ausgesetzt. Bei der nächsten Sitzung des Kongresses der Lateinischen Union soll ein neuer Generalsekretär gewählt und dessen Aufgaben neu definiert werden.

## Anforderungen
Die Anforderungen der Lateinische Union zur Mitgliedschaft sehen folgendermaßen aus:

### Sprachliche Anforderungen
- Die Amtssprache, die Bildungssprache und die Sprache der Massenmedien und des täglichen Lebens müssen von der lateinischen Sprache herrühren.

### Sprachlich-kulturelle Kriterien
- Existenz von bedeutender Literatur in einer romanischen Sprache.
- Presse und Verlagswesen in einer romanischen Sprache.
- Fernsehen mit starkem romanischem Einfluss.
- Radiosendungen mit romanischsprachigen Sendungen.
- Kulturelle Ausbildung in romanischen Fremdsprachen.
- Zusammenarbeit mit anderen romanischsprachigen Ländern.
- Gesellschaftliche Organisation, basierend auf dem Respekt grundlegender Freiheiten von Menschenrechten, Demokratie, Toleranz und Religion.

## Mitgliedstaaten
Die Lateinische Union hat zurzeit Mitglieder aus fünf Kontinenten. (Die Liste entspricht den romanischen Sprachen der jeweiligen Länder.)
Spanisch (español)
| - Bolivien - Chile - Kolumbien - Costa Rica - Kuba - Dominikanische Republik - Ecuador - El Salvador - Guatemala - Honduras | - Mexiko - Nicaragua - Panama - Paraguay - Peru - Philippinen - Spanien - Uruguay - Venezuela |

Französisch (français)
| - Elfenbeinküste - Frankreich - Haiti | - Monaco - Senegal |

Italienisch (italiano)
| - Italien - San Marino | - Souveräner Malteser-Ritterorden, SMOM (spezieller Status) - Vatikanstadt (spezieller Status) |

Portugiesisch (português)
| - Angola - Brasilien - Kap Verde - Guinea-Bissau | - Mosambik - Osttimor - Portugal - São Tomé und Príncipe |

Rumänisch (română)
- Moldau
- Rumänien

Katalanisch (català)
- Andorra

## Amtssprachen
Die Amtssprachen der Lateinischen Union sind:
- Spanisch
- Französisch
- Italienisch
- Portugiesisch
- Rumänisch

Die ersten vier werden als Arbeitssprachen verwendet. Alle Texte werden in diese vier Sprachen übersetzt.
Der offizielle Name der lateinischen Union ist:
- Unión Latina auf Spanisch
- Union latine auf Französisch
- Unione Latina auf Italienisch
- União Latina auf Portugiesisch
- Uniunea Latină auf Rumänisch